# Kieran Mullan
Kieran Mullan (né le 6 juin 1984) est un homme politique du Parti conservateur britannique qui est député pour Crewe et Nantwich depuis 2019.

## Carrière
Mullan obtient un MB ChB à l'Université de Leeds. Il travaille dans la politique nationale de la santé en tant que lobbyiste et en tant que jeune médecin en Accueil et traitement des urgences. Dans son rôle de directeur des politiques de la Patients Association, Mullan est un critique virulent des normes de soins du NHS, déclarant que l'organisation « doit cesser de se cacher derrière une bureaucratie complexe » lorsque des erreurs ont été commises concernant les patients du NHS. Il écrit sur les questions d'éducation pour ConservativeHome et BrexitCentral . Il fonde également ValueYou, un programme de reconnaissance des bénévoles à Ealing.

## Carrière politique
Mullan se présente sans succès les élections pour deux sièges dans les Midlands : Birmingham Hodge Hill en 2015 et Wolverhampton South East en 2017.
Il est sélectionné comme candidat conservateur pour le siège de Crewe et Nantwich en septembre 2018 et bénéficie du sentiment pro-Brexit à l'approche des élections de décembre 2019,. Il remporte un siège marginal des conservateurs, battant la députée travailliste sortante Laura Smith, par 8 508 voix.
En juin 2020, Mullan s'engage à travailler avec les travailleurs et les syndicats de Bentley après l'annonce de 1 000 suppressions d'emplois dans l'usine de Crewe de l'entreprise,.